# Elecciones senatoriales de Uruguay de 1918
El 24 de noviembre de 1918 se realizaron elecciones a colegios electorales de senadores en los departamentos uruguayos de Rocha, Treinta y Tres, Rivera, Río Negro, Flores y Tacuarembó.

## Sistema electoral
Cada departamento contaba con 1 senador, por lo cual en total la cámara estaba compuesta por 19 miembros, todos ellos electos por un colegio electoral departamental. El mandato de los senadores duraba 6 años.
La elección de los senadores se realizaba por tercios cada bienio y su reelección inmediata por el mismo departamento estaba prohibida.
Cada colegio electoral contaba con 15 miembros; todos ellos ciudadanos del departamento por el que fueron elegidos. estos, además de elegir al senador, también elegían a su suplente por la jurisdicción respectiva. La elección de tanto el senador como del suplente se realizaba mediante un sistema indirecto en una reunión secreta.

## Resultados

### Totales
| Partido o lema    | Partido o lema               | Votos  | %      | Senadores obtenidos | Senadores totales | +/- |
| ----------------- | ---------------------------- | ------ | ------ | ------------------- | ----------------- | --- |
| Partido Colorado  | Partido Colorado Batllista   | 9,744  | 47.49  | 5                   | 14                | +1  |
| Partido Colorado  | Partido Colorado Gral Rivera | 174    | 0.85   | 0                   | 14                | +1  |
| Partido Colorado  | Total                        | 9,918  | 48.34  | 5                   | 14                | +1  |
| Partido Nacional  | Partido Nacional             | 7,776  | 37.89  | 1                   | 5                 | -1  |
| Lista Unida PC-PN | Lista Unida PC-PN            | 2,824  | 13.77  | -                   | -                 | -   |
| Total             | Total                        | 20,518 | 100.00 | 6                   | 19                | 0   |
| Fuente:           |                              |        |        |                     |                   |     |

### Por departamento

#### Rocha[9]
| Partido o lema    | Votos | %      | Senadores obtenidos | +/- |
| ----------------- | ----- | ------ | ------------------- | --- |
| Lista Unida PC-PN | 2,824 | 100.00 | 1                   | 0   |
| Total             | 2,824 | 100.00 | 1                   | 0   |
| Fuente:           |       |        |                     |     |

#### Treinta y Tres
| Partido o lema   | Partido o lema             | Votos | %      | Senadores obtenidos | +/- |
| ---------------- | -------------------------- | ----- | ------ | ------------------- | --- |
| Partido Nacional | Partido Nacional           | 1,885 | 50.29  | 1                   | +1  |
| Partido Colorado | Partido Colorado Batllista | 1,864 | 49.71  | 0                   | 0   |
| Total            | Total                      | 3,749 | 100.00 | 1                   | 0   |
| Fuente:          |                            |       |        |                     |     |

#### Rivera
| Partido o lema   | Partido o lema               | Votos | %      | Senadores obtenidos | +/- |
| ---------------- | ---------------------------- | ----- | ------ | ------------------- | --- |
| Partido Colorado | Partido Colorado Batllista   | 2,005 | 55.37  | 1                   | 0   |
| Partido Colorado | Partido Colorado Gral Rivera | 174   | 4.81   | 0                   | 0   |
| Partido Colorado | Total                        | 2,179 | 60.18  | 1                   | 0   |
| Partido Nacional | Partido Nacional             | 1,885 | 39.82  | 0                   | 0   |
| Total            | Total                        | 3,620 | 100.00 | 1                   | 0   |
| Fuente:          |                              |       |        |                     |     |

#### Río Negro
| Partido o lema   | Partido o lema             | Votos | %      | Senadores obtenidos | +/- |
| ---------------- | -------------------------- | ----- | ------ | ------------------- | --- |
| Partido Colorado | Partido Colorado Batllista | 1,520 | 51.85  | 1                   | +1  |
| Partido Nacional | Partido Nacional           | 1,411 | 48.15  | 0                   | -1  |
| Total            | Total                      | 2,931 | 100.00 | 1                   | 0   |
| Fuente:          |                            |       |        |                     |     |

#### Flores
| Partido o lema   | Partido o lema             | Votos | %      | Senadores obtenidos | +/- |
| ---------------- | -------------------------- | ----- | ------ | ------------------- | --- |
| Partido Colorado | Partido Colorado Batllista | 1,331 | 59.38  | 1                   | +1  |
| Partido Nacional | Partido Nacional           | 910   | 40.62  | 0                   | 0   |
| Total            | Total                      | 2,241 | 100.00 | 1                   | 0   |
| Fuente:          |                            |       |        |                     |     |

#### Tacuarembó
| Partido o lema   | Partido o lema             | Votos | %      | Senadores obtenidos | +/- |
| ---------------- | -------------------------- | ----- | ------ | ------------------- | --- |
| Partido Colorado | Partido Colorado Batllista | 3,024 | 58.68  | 1                   | +1  |
| Partido Nacional | Partido Nacional           | 2,129 | 41.32  | 0                   | 0   |
| Total            | Total                      | 5,153 | 100.00 | 1                   | 0   |
| Fuente:          |                            |       |        |                     |     |